# Poppendorf (Pretzfeld)
Poppendorf ist ein Gemeindeteil des Marktes Pretzfeld im Landkreis Forchheim (Oberfranken, Bayern).

## Geografie
Das Dorf liegt in der naturräumlichen Landschaftseinheit Wiesentalh etwa vier Kilometer südöstlich von Pretzfeld auf einer Höhe von 330 m ü. NHN.

## Geschichte
Der Ort wurde 1373 als „Poppendorf“ erstmals urkundlich erwähnt. Das Bestimmungswort des Ortsnamens ist Poppo, der Personenname des Siedlungsgründers.
Durch die Verwaltungsreformen zu Beginn des 19. Jahrhunderts im Königreich Bayern wurde Poppendorf mit dem Zweiten Gemeindeedikt im Jahr 1818 Bestandteil der Ruralgemeinde Hetzelsdorf. Mit der Gebietsreform in Bayern wurde Poppendorf am 1. Mai 1978 mit der Gemeinde Hetzelsdorf nach Pretzfeld eingemeindet. Im Jahr 1987 zählte Poppendorf 65 Einwohner.

## Verkehr
Die Anbindung an das öffentliche Straßennetz wird durch die Kreisstraße FO 16 hergestellt, die aus dem Nordnordwesten von Hagenbach kommend in südsüdwestlicher Richtung nach Hetzelsdorf weiterführt.

## Baudenkmäler

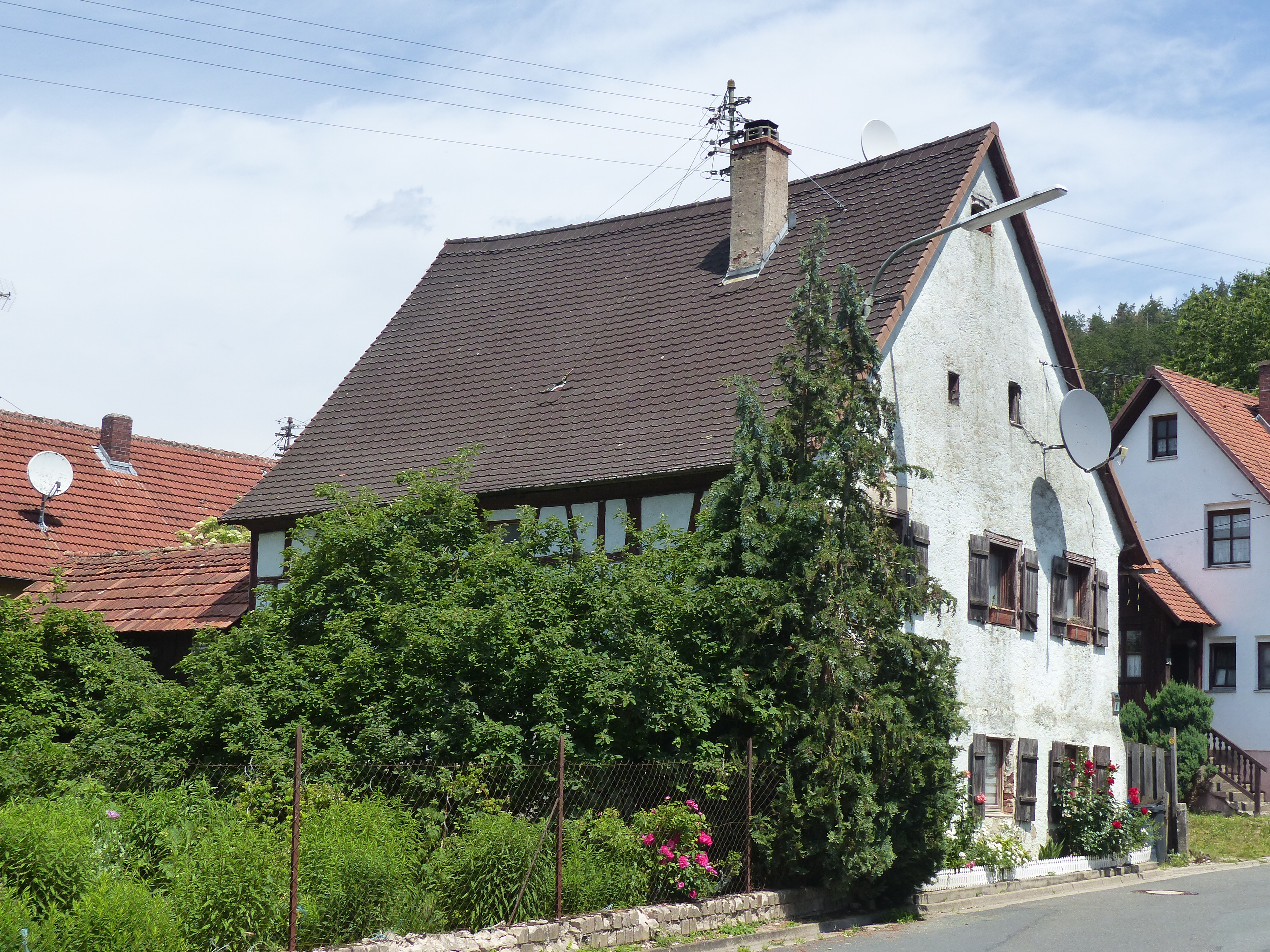
Aus dem 18. Jh. stammendes Bauernhaus

In Poppendorf befinden sich ein aus dem 18. Jahrhundert stammendes Bauernhaus und das 1904 errichtete Gemeindehaus als denkmalgeschützte Bauwerke.